# Олександр
Олекса́ндр (від д.-рус. Олександръ) — чоловіче особове ім'я. Українська форма запису грецького імені (грец. Αλέξανδρος, «захисник людей». Одне з найпоширеніших імен у світі. Найвідоміший носій — Александр Македонський. Має високу популярність в Україні, де входить до першої п'ятірки найбільш популярніших імен новонароджених. Іншомовні форми: Алессандро (в італійській мові), Алехандро (в іспанській мові), Алешандре (у португальській мові), Александре (у каталанській мові), Александру (у румунській мові), Шандор (в угорській мові), Александріс (у латиській мові), Александрас (у литовській мові), Алексантері (у фінській мові). У мусульманських країнах поширена арабізована форма імені — Іскандер. Жіноча форма в українській мові — Олександра. Ім'я по батькові — Олександрівна. Зменшувальні форми: Сашко́, Оле́сь, Олесик, Ле́сь, Лесик, Олелько, Олешко, Шурик, Алекс, Алік.

## Історія
Уперше згадується Гомером у лінійних письмах Б як друге ім'я Паріса (VIII столітті до н. е.). Всесвітню відомість отримало завдяки царю Македонії Александру Великому (IV столітті до н. е.). Також було одним з назв (епітетів) богині Гери (старшої дочки Кроноса (Сатурна) і Реї), яка, вважалося, армувала воїнів у бою.

## Форми
Упродовж кількох століть запозичене грецьке ім'я поступово пристосовувалося до слов'янських мов, шляхом його спрощення, скорочення та доповнення традиційними суфіксами. Наприклад, усувався кінцевий -андр, -сандр та залишався Алекс, Алек (Алік), які з роками набували статусу самостійного офіційного імені.
В українській мові, завдяки властивій їй особливості, початковий звук А- пом'якшувався О- або ж взагалі відкидався, а також додавався зменшувально-пестливий суфікс, зокрема -сь з утворенням імен Олесь та Лесь. Однак, поступово пестлива форма увійшла в мову, утративши своє «пестливе» значення, та стала побутовою. Нині зазначенні імена на ряду з Олександром вважаються офіційними документальними українськими іменами.
Аналогічні, але більш прості перетворення зазнала й російська форма імені та пов'язана з давньою традицією давати прізвиська. Так утворився Алексаша, а пізніше в просто Саша. А з Сашура вже в Шура. Однак, зазначені імена-прізвиська з давніх-давен вважалося, що повинні використовуватися лише в усному повсякденному спілкуванні, тому по нині так і не набули офіційного статусу.
| Форма імені (гіперонім)          | Нейтральна неформальна зменшена форма імені (гіпокористичне ім'я) | Грубувато-фамільярне або дружнє вживання імені (аугментатив)                                        | Зменшувально-пестливе звернення до імені (димінутив) |
| -------------------------------- | ----------------------------------------------------------------- | --------------------------------------------------------------------------------------------------- | ---------------------------------------------------- |
| Олександр, Александр, Александер | Алекс, Алік, Алек, Алеко, Ася                                     | Алексаша, Алексаня, Алексаха, Алексюха, Алекос, Сало, Сандр, Санюра, Санюта, Санюха, Сашуха, Сашута | Олександрушка, Александрушка                         |
| Олександр, Александр, Александер | Олекса, Олесь, Лесь (укр.)                                        | Олесик, Лесик                                                                                       | Олекся, Олексюша, Алекся, Алексюша                   |
| Олександр, Александр, Александер | Саша                                                              | Сашко, Саня, Санька, Саньок, Сашура (заст.)                                                         | Сашенька, Сашечка, Сашуня, Сашуля, Санюша, Сашка     |
| Олександр, Александр, Александер | Шура (рос.)                                                       | Шурик                                                                                               | Шурка, Шуруня, Шурочка (рос.)                        |

У західноукраїнській мовно-літературній практиці побутувало  написання імені як Олександер. «Олександер Великий весь світ звоював. І отеє в Вавілоні мов бог раював» (Іван Франко. Легенда про вічне життя, 1898). Такий варіант написання імені був нормативно закріплений в Українському правописі 1928 року і з часу першої-третьої хвиль еміграції продовжуває застосовуватись українською діаспорою, зокрема діаспорою в США та Канаді. Ім'я Олександер фігурує в Енциклопедії  українознавства під редакцією Вололодимира Кубійовича (1949–1984), в американському виданні Енциклопедії української діяспори 2009-2021 років, бюлетенях Наукового Товариства ім. Шевченка в Америці, виданнях Українського вільного університету та Фундації Українського Вільного Університету, у газеті української діяспори «Свобода» тощо. 
Встановленими нині правилами правопису та граматики форма написання імені українською мовою як Олександер визнається неправильною.

## Іншими мовами
- азерб. İskəndər, İsgəndər
- алб. Aleksandri, Aleksandër, Lekë, Skënder, Skender, Aleks, Sandër
- англ. Alexander
- араб. الكسندر /الإسكندر (Iskandar, Skandar, Skender)
- башк. Искандер
- болг. Александър
- босн. Искандар, Iskandar
- вепс. Šan'ka, Ol'šoi
- вірм. Ալեքսանդր, Ալեքսան, Ալեք (Aleqsandr, Aleqsan, Aleq)
- гінді Sikandar
- грец. Αλέξανδρος
- груз. ალექსანდრე
- дан. Alexander
- ест. Aleksander, Aleksandr
- івр. אלכסנדר
- їд. אלעקסאנדער, סענדער (Сэндэр(л))
- ірл. Ailéacsandr, Alastar, Alsander
- ісл. Alexander
- ісп. Alejandro
- італ. Alessandro
- каз. Ескендір
- кар. İskender
- кат. Alexandre, Àlex, Xandre
- кирг. Искендер
- кит.: 亞歷山大
- кор. 알렉산더
- корс. Lisandru
- лат. Alexander
- латис. Aleksandris, Sandris
- лит. Aleksandras
- мак. Александар
- рум. Alexandru
- нід. Alexander
- нім. Alexander
- норв. Aleksander
- пол. Aleksander
- порт. Alexandre
- рос. Александр, Саша, Шура
- рум. Alexandru, Alec, Alex, Alle, Alecu, Sandu
- серб. Александар, Aleksandar
- сиц. Alissandru
- словац. Alexander
- словен. Aleksander
- староцерк.-слов. Алєѯандръ
- тат. İskəndər
- тур. Iskender
- угор. Sándor, Alexandrosz
- узб. Искандар, Iskandar
- фін. Aleksanteri, Aleksi
- фр. Alexandre, Alexis, Alex
- хорв. Александар, Aleksandar
- чеськ. Alexandr
- швед. Alexander

## Особи

### Папи
- Олександр I — римський папа (106—115).
- Олександр II — римський папа (1061—1073).
- Олександр III — римський папа (1159—1181).
- Олександр IV — римський папа (1254—1261).
- Олександр VI — римський папа (1492—1503).
- Олександр V — антипапа (1339—1410).
- Олександр VII — римський папа (1655—1667).
- Олександр VIII — римський папа (1689—1691).

### Королі
Греція
- Олександр I — король Греції (1917—1920).

Грузія
- Олександр I — грузинський цар (1412—1442).
- Олександр I — кахетинський цар (1476—1511).
- Олександр II — грузинський (1478) й імеретський цар (1483—1510).
- Олександр II — кахетинський цар (1574—1603, 1604—1605).
- Олександр III — імеретський цар (1639—1660).

Польща
- Олександр Ягеллончик — король Польщі (1501—1506).

Росія
- Олександр I — російський імператор (1801—1825).
- Олександр II — російський імператор (1855—1881).
- Олександр III — російський імператор (1881—1894).

Сербія
- Олександр I Карагеоргієвич — король Югославії (1929–[[1934).

Шотландія
- Олександр I — шотландський король (1107—1124).
- Олександр II — шотландський король (1214—1249).
- Олександр III — шотландський король (1249—1286).

### Інші
- Олександр Бородін — російський композитор.
- Олександр Рубець — український педагог.
- Олександр Олесь (1878—1944) — український письменник.
- Олександр Лукашенко (1954) — самопроголошений президент Білорусі.

## Іменини
| Церква         | Січень | Лютий  | Березень   | Квітень | Травень | Червень | Липень | Серпень       | Вересень | Жовтень       | Листопад | Грудень |
| -------------- | ------ | ------ | ---------- | ------- | ------- | ------- | ------ | ------------- | -------- | ------------- | -------- | ------- |
| Григоріанський | 6, 30  | 18, 26 | 10, 27, 28 | 22, 24  | 3       | 2, 4, 6 | 10     | 1, 11, 26, 28 | 21       | 5, 11, 17, 22 | 9, 24    | 12      |